# Senegambijski jezici
Senegambijski jezici, jedna od pet skupina sjevernoatlantskih jezika, šire atlantske skupine atlantsko-kongoanskih jezika, nigersko-kongoanska porodica.
Sastoji se od 3 ogranka, viz.: 
a) fulani-wolof ili fula sa (9) jezika u Nigeru, Nigeriji, Kamerunu, Čadu, Beninu, Senegalu, Gvineji i Maliju;
b) fula-wolof (2) jezika u Senegalu i Gambiji; i
c) serer s jezikom serer-sine [srr], Senegal.
Sjevernoatlantsku širu skupinu senegambijski jezici čine zajedno sa skupinama bak, cangin, istočni senegalsko-gvinejski i mbulungish-nalu.

## Vanjske poveznice
- Ethnologue (14th)
- Ethnologue (15th)